# Benjamin King (aktor)
Benjamin King (ur. 8 listopada 1971 w Los Angeles) – amerykański aktor. Odtwórca roli Pete’a Rooneya, ojca i szkolnego trenera koszykówki w serialu Disney Channel Liv i Maddie (2013–2016).

## Życiorys
Urodził się i dorastał w Los Angeles w Kalifornii, gdzie ukończył Beverly Hills High School. Następnie uzyskał tytuł licencjata na wydziale teatralnym na Uniwersytecie Kalifornijskim w Santa Barbara.
Występował na scenie w sztukach takich jak Makbet, Fool for Love Sama Sheparda i Trouble in Mind. Zadebiutował na małym ekranie jako Craig w jednym z odcinków sitcomu NBC Byle do dzwonka – pt. Powrót mojego chłopaka (1991). Po raz pierwszy wystąpił na kinowym ekranie w roli Rookie’go McLeana w dramacie sensacyjno–przygodowym Safari w Hollywood (Hollywood Safari, 1997) z udziałem Johna Savage i Dona Wilsona.
29 maja 2004 ożenił się z Laurą, z którą ma dwoje dzieci.

## Filmografia

### Filmy
| Rok  | Film                         | Rola                           |
| ---- | ---------------------------- | ------------------------------ |
| 1997 | Safari w Hollywood           | Rookie McLean                  |
| 1998 | Zabójcza broń 4              | Detektyw                       |
| 1999 | Ja i tata                    | Ed Mills                       |
| 2003 | S.W.A.T. Jednostka Specjalna | Pracownik urzędu imigracyjnego |

### Seriale
| Rok  | Film                              | Role             |
| ---- | --------------------------------- | ---------------- |
| 1991 | Byle do dzwonka                   | Craig            |
| 1997 | Ostry dyżur                       | Cosi             |
| 1998 | JAG: Wojskowe Biuro Śledcze       | Dr Sanders       |
| 2000 | Ich pięcioro                      | Mark             |
| 2002 | Potyczki Amy                      |                  |
| 2004 | Sześć stóp pod ziemią             | Greg             |
| 2006 | CSI: Kryminalne zagadki Miami     | Russell Miller   |
| 2006 | Reba                              |                  |
| 2007 | Hoży doktorzy                     | Miloš            |
| 2007 | The Wedding Bells                 |                  |
| 2007 | Side Order of Life                |                  |
| 2008 | Las Vegas                         |                  |
| 2008 | CSI: Kryminalne zagadki Las Vegas | Stewart Lytle    |
| 2009 | Psych                             | Detektyw Drimmer |
| 2013 | Liv i Maddie                      | Pete Rooney      |